# 地区計画等
地区計画等（ちくけいかくとう）とは、都市計画法による法定都市計画の一つで、地区計画、防災街区整備地区計画、歴史的風致維持向上地区計画、沿道地区計画,
集落地区計画の5種類の計画の総称。

## 定義など
都市計画法第4条第9項で、「地区計画等」は同法第12条の4第1項で掲げる計画と定義している。
- 地区計画
- 防災街区整備地区計画（密集市街地整備法第32条第1項）
- 歴史的風致維持向上地区計画（地域における歴史的風致の維持及び向上に関する法律第31条第1項）
- 沿道地区計画（幹線道路の沿道の整備に関する法律第9条第1項）
- 集落地区計画（集落地域整備法第5条第1項）

また、以下の計画は平成14年（2002年）に廃止され、「地区計画」内の再開発等促進区に統合された。
- 再開発地区計画（昭和63年創設）
- 住宅地高度利用地区計画（平成2年創設）

## 都市計画に定める事項
地区計画等について都市計画に定める事項は、都市計画法同法第12条の4第2項と政令（都市計画法施行令）で規定されている。
- 種類
- 名称
- 位置
- 区域
- 区域の面積

## 沿革
昭和55年（1980年）の都市計画法の改正（昭和55年5月1日法律第35号　都市計画法及び建築基準法の一部を改正する法律）で創設された。
- 1980年(昭和55年) 都市計画法改正により導入
- 1987年(昭和62年) 地区計画等として集落地区計画を導入
- 1988年(昭和63年) 地区計画として再開発地区計画を導入
- 1990年(平成2年) 地区計画として住宅地高度利用地区計画を導入
- 1992年(平成4年) 地区計画として誘導容積型と容積適正配分型を導入
- 1995年(平成7年) 地区計画として街並み誘導型を導入
- 1996年(平成8年) 地区計画等として沿道地区計画を導入
- 1997年(平成9年) 阪神・淡路大震災を受けて制定された密集市街地整備法に基づき、地区計画等として防災街区整備地区計画を導入
- 2002年(平成14年) 再開発地区計画と住宅高度利用地区計画を統合し、再開発等促進区を導入
- 同年　高度利用型地区計画を導入
- 2007年(平成19年) 地区計画として開発整備促進区を導入
- 2008年(平成20年) 歴史まちづくり法施行に伴い、歴史的風致維持向上地区計画を導入